# Claudine Schaul
Claudine Schaul (ur. 20 sierpnia 1983 w Luksemburgu) – luksemburska tenisistka.
Zadebiutowała w maju 1998 roku, reprezentując swój kraj w rozgrywkach Pucharu Federacji, na których wygrała wszystkie swoje mecze. Po tak udanym debiucie wystartowała w kwalifikacjach do turnieju ITF w Denain, gdzie dotarła do turnieju głównego, lecz przegrała w pierwszej rundzie. Jeszcze tego samego roku otrzymała dziką kartą od organizatorów turnieju WTA w Luksemburgu. Były to pierwsze zawody singlowe WTA, w których wzięła udział. Zagrała tam tylko jeden mecz i odpadła w pierwszej rundzie kwalifikacji. W 1999 roku udanie przeszła kwalifikacje do turnieju ITF w Koksijde i w fazie głównej doszła do półfinału imprezy. Następnie zagrała ponownie w kwalifikacjach w Luksemburgu, biorąc w nich udział dzięki dzikiej karcie, ale po wygraniu pierwszego meczu, przegrała drugi z Kim Clijsters.
W lutym 2001 roku zagrała w turnieju ITF w Redbridge, gdzie, jako kwalifikantka, dotarła do finału, przegrywając w nim z Evą Dyrberg. Spróbowała też po raz pierwszy swych sił w kwalifikacjach do turniejów wielkoszlemowych na Wimbledonie (odpadła w pierwszej rundzie) i na US Open, gdzie wygrała pierwszą rundę z Sunithą Rao i przegrała drugą z Janą Nejedly.
Rok 2002 przyniósł jej pierwszy sukces w postaci dwóch wygranych turniejów ITF w Vaihingen i w Luksemburgu. W sumie w swojej karierze wygrała cztery turnieje singlowe i trzy deblowe rangi ITF.
W 2004 roku odniosła w karierze największe sukcesy. W rozgrywkach z cyklu WTA wygrała jeden turniej w grze pojedynczej i jeden w podwójnej. Singlowy turniej wygrała w Strasburgu, pokonując w finale Lindsay Davenport a deblowy w Canberze, partnerując Jelenie Kostanić Tošić. W Wielkim Szlemie dotarła do trzeciej rundy Australian Open w singlu, pokonując po drodze takie zawodniczki jak Tetiana Perebyjnis i Jelena Bowina, oraz zagrała w pierwszej rundzie debla. We French Open zagrała w pierwszej rundzie zarówno gry pojedynczej, jak i podwójnej. W US Open doszła do drugiej rundy debla.
W związku z odniesionymi sukcesami dostąpiła zaszczytu niesienia flagi swojego kraju na ceremonii otwarcia Letnich Igrzysk Olimpijskich 2004 w Atenach.
14 listopada 2012 została skazana przez sąd na półtora roku więzienia w zawieszeniu za przewożenie za granicę, sprzedawanie i zażywanie kokainy, choć prokurator zabiegał o dwadzieścia miesięcy więzienia i karę grzywny. Schaul przyznała, że w pewnym momencie nie kontrolowała spożycia i była uzależniona od narkotyku.

## Wygrane turnieje

### Gra pojedyncza
|    | Data       | Turniej   | Kat.          | ($)     | Naw.   | Finalistka        | Wynik         |
| 1. | 17/05/2004 | Strasburg | Kategoria III | 170 000 | ziemna | Lindsay Davenport | 2:6, 6:0, 6:3 |

### Gra podwójna
|    | Data       | Turniej  | Kat.        | ($)     | Naw.   | Partnerka             | Finalistki                  | Wynik       |
| 1. | 11/01/2004 | Canberra | Kategoria V | 110 000 | twarda | Jelena Kostanić Tošić | Caroline Dhenin Lisa McShea | 6:4, 7:6(3) |